# Zurobata irrecta
Zurobata irrecta är en fjärilsart som beskrevs av Walker 1865. Zurobata irrecta ingår i släktet Zurobata och familjen nattflyn. Inga underarter finns listade i Catalogue of Life.